# Том Місон

Томас Джеймс "Том" Місон (англ. Thomas James "Tom" Mison; нар. 23 червня 1982), Вокінг, Суррей, Англія) — британський актор та сценарист. Найбільш відомий за роль Ікабода Крейна в телесеріалі Сонна лощина.

## Раннє життя
Місон виріс у передмісті Лондона, в місті Вокінг у графстві Суррей. і відвідував Академію драматичного мистецтва Веббера-Дугласа (англ. Webber-Douglas Academy), де удостоївся «Премії сера Джона Гілгада Траста» (англ. Sir John Gielgud Trust Award) у 2004 році .
У 2001 році, ще будучи студентом, Місон взяв участь у програмі Американської театральної консерваторії (англ. American Conservatory Theater) для молоді.

## Кар'єра
У 2008 році Місон і Руперт Френд написали сценарій до короткометражного фільму Довга і сумна сага про братів-самогубців, де самі виконали головні ролі. Кіра Найтлі виконала роль Феї. Прем'єра фільму відбулася у Лондоні у червні 2009 року.
Також Місон пише сценарії для театру.

## Особисте життя
Навесні 2014 року Місон одружився з Шарлоттою Кой (англ. Charlotte Coy).

## Фільмографія
| Рік       |    | Українська назва                          | Оригінальна назва                                            | Роль                          |
| --------- | -- | ----------------------------------------- | ------------------------------------------------------------ | ----------------------------- |
| 2005      | тф | Загадка сонетів Шекспіра                  | A Waste of Shame: The Mystery of Shakespeare and His Sonnets | молодий чоловік               |
| 2005      | тф | Таємничий острів                          | Mysterious Island                                            | Блейк                         |
| 2006      | ф  | Шпигунські пристрасті                     | L'Entente cordiale                                           | Нільс                         |
| 2006      | ф  | Венера                                    | Venus                                                        | коханець в історичному фільмі |
| 2006      | с  | Приголомшлива місіс Прітчард              | The Amazing Mrs Pritchard                                    | Бен Сіксміт / 4 епізоду       |
| 2006      | ф  | Герої та лиходії                          | Heroes and Villains                                          | Нейтан                        |
| 2007      | с  | Таємний щоденник дівчини за викликом      | Secret Diary of a Call Girl                                  | Деніел / 1 епізод             |
| 2008      | кф | Десь поруч                                | Out There                                                    | Жан-Люк                       |
| 2008      | с  | Ожила книга Джейн Остін                   | Lost in Austen                                               | Чарльз Бінглі / 4 епізоду     |
| 2008      | с  | Пуаро Агати Крісті: Третя дівчина         | Agatha Christie's Poirot: Third Girl                         | Девід Бейкер                  |
| 2009      | с  | Льюїс                                     | Inspector Lewis                                              | Доріан Крейн / 1 епізод       |
| 2009      | кф | Довга та сумна сага про братів-самогубців | The Continuing and Lamentable Saga of the Suicide Brothers   | Барат                         |
| 2010      | с  | Нові трюки                                | New Tricks                                                   | Тім Мортімер / 1 епізод       |
| 2010      | кф | Стив                                      | Steve                                                        | чоловік                       |
| 2011      | ф  | Один день                                 | One Day                                                      | Каллум                        |
| 2012      | ф  | Риба моєї мрії                            | Salmon Fishing in the Yemen                                  | капітан Роберт Майєрс         |
| 2012      | с  | Кінець параду                             | Parade's End                                                 | Потті Пероун / 4 епізоду      |
| 2013      | ф  | Джаду                                     | Jadoo                                                        | Марк                          |
| 2013      | ф  |                                           | Dead Cat                                                     | Тім                           |
| 2013—2017 | с  | Сонна лощина                              | Sleepy Hollow                                                | Ікабод Крейн                  |
| 2015      | с  | Кістки                                    | Bones                                                        | Ікабод Крейн                  |
| 2019      | с  | Вартові                                   | Watchman                                                     | містер Філліпс                |
| 2019      | с  | Чотири весілля та один похорон            | Four Weddings and a Funeral                                  | Квентін                       |
| 2021      | с  | Сліпота                                   | See                                                          | Лорд Гарлан                   |